# 足の少陰腎経
足の少陰腎経（あしのしょういんじんけい、中国語 足少陰腎經 zu shaoyíng shenjīng、英:The Kidney Meridian of Foot-ShaoyinもしくはZushaoyin Shenjingxue）とは、腎経に属する足を流れる陰経の経絡である。膀胱と腎臓は共に中国の五行（木、火、土、金、水）でいうと水に属するため密接な関係を持つ。流注によると腎臓はもとより、肺のまわりを取り囲んでいるため肺結核などの病気にこの腎経の経穴を使うこともある。腎経の募穴は京門穴（足の少陽胆経）。
国際表記はKIまたはKと表記する。

## 流注（経絡の流れの道筋）
足の第5指外側より脈気を受け、足底の湧泉穴を通って足の内果の後を循り、太谿穴より別れて踵の中に入り、下腿内側を上り、膝窩の内側（陰谷穴）に出て大腿内側を上り、脊を貫いて長強穴に会し、前に出て盲兪穴まで上り、腎に属し膀胱を絡う。その直行するものは、腎より上って、肝、横隔膜を貫いて肺に入り、喉嚨を循って舌本を挾む。
その支なるものは、肺を出て心を絡い胸中に注ぎ、手の厥陰心包経に連なる。

## 足の少陰腎経に所属する経穴の一覧
以下に出てくる寸、分などの尺は骨度法、同身寸法参照。

### KI1.湧泉（ゆうせん）
取穴部位：足底中央の前方陥中で、足指を屈すると最も陥凹する部
要穴：井木穴
筋肉：足底腱膜、短趾屈筋
運動神経：内側足底神経
知覚神経：内側足底神経
血管：足底動脈弓の枝

### KI2.然谷（ねんこく）
取穴部位：内果の前下方、舟状骨粗面の直下
要穴：滎火穴
筋肉：下伸筋支帯、母趾外転筋、後脛骨筋腱
運動神経：内側足底神経、脛骨神経
知覚神経：内側足底神経
血管：内側足底動脈

### KI3.太渓（旧∶太谿）（たいけい）
兵法：内黒節（うちくろぶし）
取穴部位：内果の最も尖ったところの高さで、内果とアキレス腱の間陥凹部、内果の後5分、後脛骨動脈拍動部
要穴：兪土穴、原穴
筋肉：アキレス腱、後脛骨筋腱、長趾屈筋腱
運動神経：脛骨神経
知覚神経：伏在神経
血管：後脛骨動脈

### KI4.大鐘（だいしょう）
取穴部位：太谿穴の下5分で踵骨上際、アキレス腱の前陥凹部
要穴：絡穴
筋肉：アキレス腱、長趾屈筋腱
運動神経：脛骨神経
知覚神経：伏在神経
血管：後脛骨動脈

### KI5.水泉（すいせん）
取穴部位：太谿穴の下1寸で、踵骨隆起の前、陥凹部、踵骨内側縁陥凹部
要穴：郄穴
知覚神経：伏在神経、内側踵骨枝（脛骨神経の枝）
血管：後脛骨動脈

### KI6.照海（しょうかい）
取穴部位：内果の直下1寸
筋肉：後脛骨筋腱、長趾屈筋腱
運動神経：脛骨神経
知覚神経：伏在神経
血管：後脛骨動脈

### KI7.復溜（ふくりゅう）
取穴部位：太谿穴の上2寸で、アキレス腱の前
要穴：経金穴
筋肉：アキレス腱、長母趾屈筋、長趾屈筋
運動神経：脛骨神経
知覚神経：伏在神経
血管：後脛骨動脈

### KI8.交信（こうしん）
取穴部位：復溜穴の前方、復溜穴と脛骨後縁の間
筋肉：後脛骨筋、長趾屈筋
運動神経：脛骨神経
知覚神経：伏在神経
血管：後脛骨動脈

### KI9.築賓（ちくひん）
取穴部位：太谿穴の上5寸で、腓腹筋とヒラメ筋の間、膝をあげて膝を屈すると、腓腹筋とヒラメ筋が浮き出る
筋肉：腓腹筋、ヒラメ筋
運動神経：脛骨神経
知覚神経：伏在神経
血管：後脛骨動脈

### KI10.陰谷（いんこく）
取穴部位：膝を少し屈曲し、膝窩横紋の内端で半腱様筋腱と半膜様筋腱の間
要穴：合水穴
筋肉：半腱様筋腱、半膜様筋腱
運動神経：脛骨神経
知覚神経：伏在神経
血管：膝関節動脈網

### KI11.横骨（おうこつ）
取穴部位：曲骨穴の外5分、肓兪穴の下5寸、神闕穴の高さより下5寸で正中線から外方5分
禁鍼穴
筋肉：錐体筋、腹直筋
運動神経：肋間神経
知覚神経：腸骨下腹神経前皮枝、腸骨鼠径神経
血管：浅腹壁動脈、下腹壁動脈

### KI12.大赫（だいかく）
取穴部位：中極穴の外5分、肓兪穴の下4寸、神闕穴の高さより下4寸で正中線から外方5分
筋肉：腹直筋
運動神経：肋間神経
知覚神経：腸骨下腹神経前皮枝
血管：浅腹壁動脈、下腹壁動脈

### KI13.気穴（きけつ）
取穴部位：関元穴の外5分、肓兪穴の下3寸、神闕穴の高さより下3寸で正中線から外方5分
筋肉：腹直筋
運動神経：肋間神経
知覚神経：肋間神経前皮枝、腸骨下腹神経前皮枝
血管：浅腹壁動脈、下腹壁動脈

### KI14.四満（しまん）
取穴部位：石門穴の外5分、肓兪穴の下2寸、神闕穴の高さより下2寸で正中線から外方5分
筋肉：腹直筋
運動神経：肋間神経
知覚神経：肋間神経前皮枝
血管：浅腹壁動脈、下腹壁動脈

### KI15.中注（ちゅうちゅう）
取穴部位：陰交穴の外5分、肓兪穴の下1寸、神闕穴の高さより下1寸で正中線から外方5分
筋肉：腹直筋
運動神経：肋間神経
知覚神経：肋間神経前皮枝
血管：浅腹壁動脈、下腹壁動脈

### KI16.肓兪（こうゆ）
取穴部位：臍の外5分
筋肉：腹直筋
運動神経：肋間神経
知覚神経：肋間神経前皮枝
血管：浅腹壁動脈、下腹壁動脈

### KI17.商曲（しょうきょく）
取穴部位：下脘穴の外5分、肓兪穴の上2寸、神闕穴の高さより上2寸で正中線から外方5分
筋肉：腹直筋
運動神経：肋間神経
知覚神経：肋間神経前皮枝
血管：肋間動脈、下腹壁動脈、上腹壁動脈

### KI18.石関（せきかん）
取穴部位：建里穴の外5分、肓兪穴の上3寸、神闕穴の高さより上3寸で正中線から外方5分
筋肉：腹直筋
運動神経：肋間神経
知覚神経：肋間神経前皮枝
血管：肋間動脈、下腹壁動脈、上腹壁動脈

### KI19.陰都（いんと）
取穴部位：中脘穴の外5分、肓兪穴の上4寸、神闕穴の高さより上4寸で正中線から外方5分
筋肉：腹直筋
運動神経：肋間神経
知覚神経：肋間神経前皮枝
血管：肋間動脈、上腹壁動脈

### KI20.腹通谷（はらつうこく）
取穴部位：上脘穴の外5分、肓兪穴の上5寸、神闕穴の高さより上5寸で正中線から外方5分
筋肉：腹直筋
運動神経：肋間神経
知覚神経：肋間神経前皮枝
血管：肋間動脈、上腹壁動脈

### KI21.幽門（ゆうもん）
取穴部位：巨闕穴の外5分、肓兪穴の上6寸、神闕穴の高さより上6寸で正中線から外方5分
筋肉：腹直筋
運動神経：肋間神経
知覚神経：肋間神経前皮枝
血管：肋間動脈、上腹壁動脈

### KI22.歩廊（ほろう）
取穴部位：中庭穴の外2寸、第5肋間
筋肉：大胸筋、外肋間筋、内肋間筋
運動神経：外側胸筋神経、内側胸筋神経、肋間神経
知覚神経：肋間神経前皮枝
血管：胸肩峰動脈胸筋枝、内胸動脈

### KI23.神封（しんぽう）
取穴部位：膻中穴の外2寸、第4肋間
筋肉：大胸筋、外肋間筋、内肋間筋
運動神経：外側胸筋神経、内側胸筋神経、肋間神経
知覚神経：肋間神経前皮枝
血管：胸肩峰動脈胸筋枝、内胸動脈

### KI24.霊墟（れいきょ）
取穴部位：玉堂穴の外2寸、第3肋間
筋肉：大胸筋、外肋間筋、内肋間筋
運動神経：外側胸筋神経、内側胸筋神経、肋間神経
知覚神経：肋間神経前皮枝
血管：胸肩峰動脈胸筋枝、内胸動脈

### KI25.神蔵（しんぞう）
取穴部位：紫宮穴の外2寸、第2肋間
筋肉：大胸筋、外肋間筋、内肋間筋
運動神経：外側胸筋神経、内側胸筋神経、肋間神経
知覚神経：肋間神経前皮枝
血管：胸肩峰動脈胸筋枝、内胸動脈

### KI26.彧中（いくちゅう）
取穴部位：華蓋穴の外2寸、第1肋間
筋肉：大胸筋、外肋間筋、内肋間筋
運動神経：外側胸筋神経、内側胸筋神経、肋間神経
知覚神経：肋間神経前皮枝、鎖骨上神経
血管：胸肩峰動脈胸筋枝、内胸動脈

### KI27.兪府（ゆふ）
取穴部位：璇璣穴の外2寸、鎖骨の下際
筋肉：大胸筋、鎖骨下筋
運動神経：外側胸筋神経、内側胸筋神経、鎖骨下筋神経
知覚神経：鎖骨上神経、肋間神経前皮枝
血管：胸肩峰動脈胸筋枝、内胸動脈

## 音声用腎経経穴名一覧
ユーセン　　ネンコク　　タイケイ　　ダイショー　　スイセン　　ショーカイ　　フクリュー　　コーシン　　チクヒン　　インコク　　オーコツ　　ダイカク　　キケツ　　シマン　　チューチュー　　コーユ　　ショーキョク　　セキカン　　イント　　ハラツーコク　　ユーモン　　ホロー　　シンポー　　レイキョ　　シンゾー　　イクチュー　　ユフ

## 足少陰腎経病
主に空腹だが食欲はない、顔が黒い、咳や唾に血が混じる、口内の熱感、咽頭腫痛、脊柱・大腿内側部痛などが起こるとされている。